# Eppstein (Frankenthal)
Eppstein ist ein Stadtteil und ein Ortsbezirk der kreisfreien Stadt Frankenthal (Pfalz) in Rheinland-Pfalz. Bis 1969 war Eppstein eine eigenständige Gemeinde.

## Geographie

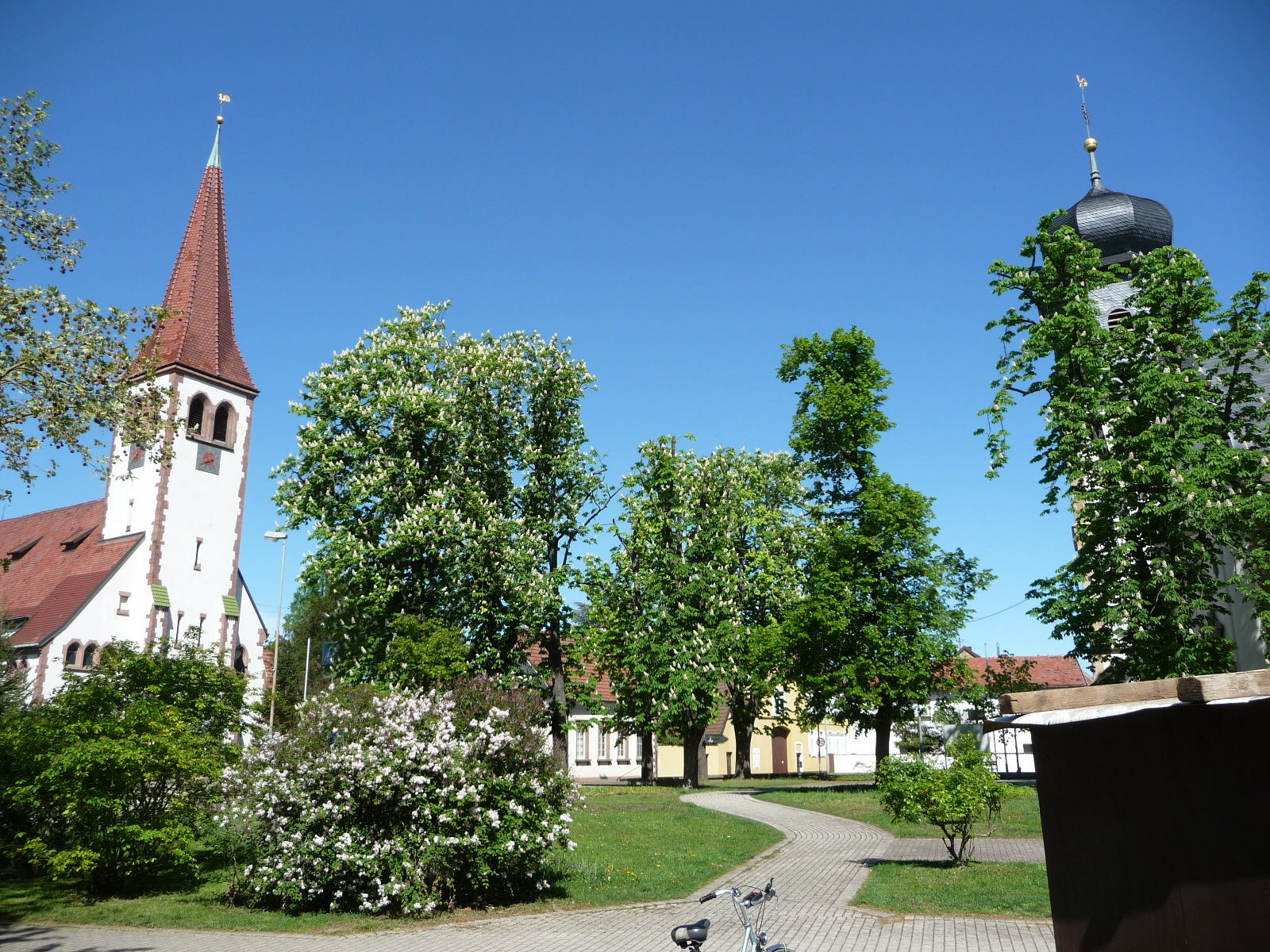
Ortsmitte mit den beiden Kirchtürmen

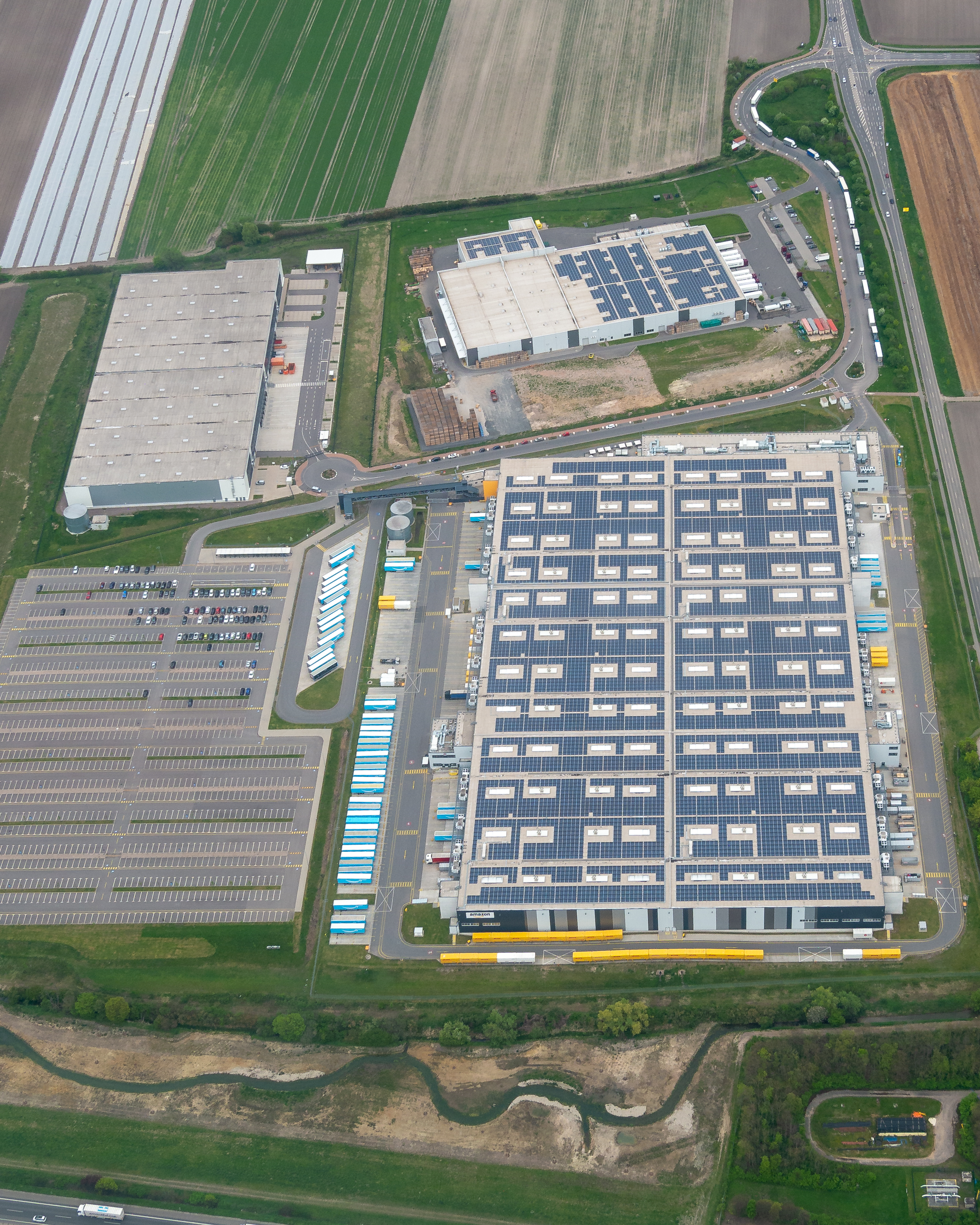
Amazon-Sortierzentrum FRA7 in Eppstein

Eppstein liegt in der vorderpfälzischen Rheinebene 94 Meter über dem Meeresspiegel etwa drei Kilometer südlich von Frankenthal (Pfalz). Es grenzt unmittelbar südlich an den Ortsteil Flomersheim an, von dem es nur durch den Rheinnebenfluss Isenach getrennt ist. Die Umgebung ist waldlos.

## Geschichte

### Name
Die erste Silbe des Namens leitet sich ab von Abbo oder Ebbo. Dies ist eine Abkürzung oder Koseform des Namens Eberhard. Somit wäre die Keimzelle von Eppstein das Besitztum eines Eberhard gewesen. Der Ortsname auf -stein ist hier schon vor der hochmittelalterlichen Zeit belegt und deutet auf ein vorkarolingerzeitliches, wohl römisches Steingebäude oder dessen markante Ruine hin.

### Chronik
Bodenfunde sind aus fast allen Epochen bekannt. Die erste urkundliche Erwähnung erfolgte 769 im Lorscher Codex. Aufgrund der bisherigen Grabungen kann man jedoch davon ausgehen, dass Eppstein schon seit dem späten 5. Jahrhundert als Siedlung bestand. Damit zählt Eppstein zu den Orten, die entstanden, bevor es am Oberrhein und im Mündungsraum des Neckars um 500 n. Chr. zur sogenannten Fränkischen Landnahme kam.
Der Teil von Eppstein, der nicht dem Augustiner-Chorherrenstift Frankenthal unterstand, war, wie es in Akten heißt, „uraltes Neustadter Mannslehen“. Als Lehnsnehmer sind zwischen dem 12. und 14. Jahrhundert Angehörige eines Niederadelsgeschlechtes von Eppstein belegt. Dessen Wohnsitz, der eher ein festes Haus denn eine Burg war, ist heute nicht mehr lokalisierbar; zudem fehlen Quellen, die Hinweise geben oder Grundlage für Spekulationen sein könnten. Anderslautende Aussagen halten wegen möglicher Verwechslungen mit Eppstein (Taunus) oder der Burg Elmstein (Pfalz) einer kritischen Prüfung nicht stand.
Sowohl im Dreißigjährigen Krieg als auch im Pfälzischen Erbfolgekrieg (1689) wurde Eppstein zerstört.
Die neuere Geschichte Eppsteins entspricht derjenigen der umgebenden Pfalz. Bei der Verwaltungsreform, bei welcher der Landkreis Frankenthal (Pfalz) aufgelöst wurde, erfolgte am 7. Juni 1969 die Eingemeindung in die nahegelegene Stadt.

### Historische Personen
Grundsätzlich besteht bei Eppstein das Problem, dass sich wahrscheinlich nur der tatsächlich im Ort sesshafte Teil des Niederadelsgeschlechtes „von Eppstein“ nannte. Mangels Quellen ist es fast unmöglich, die Verwandtschaftsverhältnisse zu rekonstruieren. Wohl die meisten Adeligen des Mittelalters mit Namen „von Eppstein“ sind dem Ort und Geschlecht im Taunus zuzuweisen, da die pfälzischen Namensträger vom Stand her nicht in Frage kommen dürften.
Im Jahre 1193 wird in den Urkunden des Klosters Weißenburg ein Gerhard von Eppstein erwähnt, der in Heßheim im Wormsgau begütert war.
Ende des 12. Jahrhunderts war ein Sigfried von Eppstein Propst der Martinskirche zu Worms. Er wird in einer Urkunde vom 25. April 1194 mit Werner, Ritter von Dirmstein, als Zeuge in einem Vergleich des Bischofs Konrad von Mainz über die Patronatsrechte des Paulusstifts in Worms benannt.
Als Lehensträger des Ortes Eppstein im Wormsgau lassen sich aus dem Geschlecht der Ritter von Eppstein folgende Namen feststellen: Markwart (1167–1200), Berthold (1216–1253), Heinrich I. (1254–1274), Jakob (1285), Baldemar (1318), Frank (1375) und Heinrich II. (um 1380). Dieser hinterließ keine männlichen Nachkommen. Nachdem das Geschlecht ausgestorben war, wurden die Herren von Oberstein neue Lehnsherren. 1390 war dann ein Sigfried von Wildenstein im Besitz des Lehens. Allerdings wird in einer Urkunde aus dem Jahre 1481 nochmals ein Graf Wendel von Eppstein erwähnt.
Im Zusammenhang mit anderen Urkunden werden noch Conczichen von Eppstein (1383) und Berthold von Eppstein (1399) erwähnt. Allerdings ist nicht unterscheidbar, ob sie zu den Eppsteinern im Wormsgau oder im Taunus gehörten.
Außer den oben Genannten ist noch ein Ritter Eckebrecht von Eppstein überliefert (1351).
Aus Eppstein stammten der Pfälzer Heimatgeschichtler und ev. Pfarrer Emil Müller (1864–1918) und Johannes Schäfer (1908–1988), Schiffsbau-Unternehmer und Politiker in Bremerhaven.

### Wappen
| Wappen von Eppstein | Blasonierung: „In Gold ein schwarzes Hufeisen mit abwärts gekehrten Stollen.“ |
| Wappen von Eppstein | Wappenbegründung: Das Hufeisen wird als Hinweis auf die bekannte Eppsteiner Pferdezucht gedeutet. 1782 ist ein Hufeisen-Siegel erstmals nachweisbar. Das heutige Wappen wurde am 27. Juni 1841 vom bayerischen Staat genehmigt und wird seitdem geführt. |

## Politik
Für den Stadtteil Eppstein wurde ein Ortsbezirk gebildet. Die Interessen der Einwohner werden durch ein eigenes Gremium vertreten. Dem Ortsbeirat gehören neun Beiratsmitglieder an, den Vorsitz im Ortsbeirat führt der direkt gewählte Ortsvorsteher.
Zur Zusammensetzung des Ortsbeirats siehe die Ergebnisse der Kommunalwahlen in Frankenthal (Pfalz).
Ortsvorsteher ist Uwe Klodt (SPD). Bei der Kommunalwahl am 26. Mai 2019 wurde er mit einem Stimmenanteil von 68,5 % wiedergewählt.  Bei der Kommunalwahl am 9. Juni 2024 setzte er sich mit einem Stimmenanteil von 62,3 % gegen eine Mitbewerberin durch.